# Karl Falkenstein

Karl Falkenstein, 1841, Gemälde von Friedrich Keil

Konstantin Karl Falkenstein (* 12. November 1801 in Remetschwiel, heute zu Weilheim/Baden; † 18. Januar 1855 in Pirna) war Historiker und Schriftsteller.

## Leben

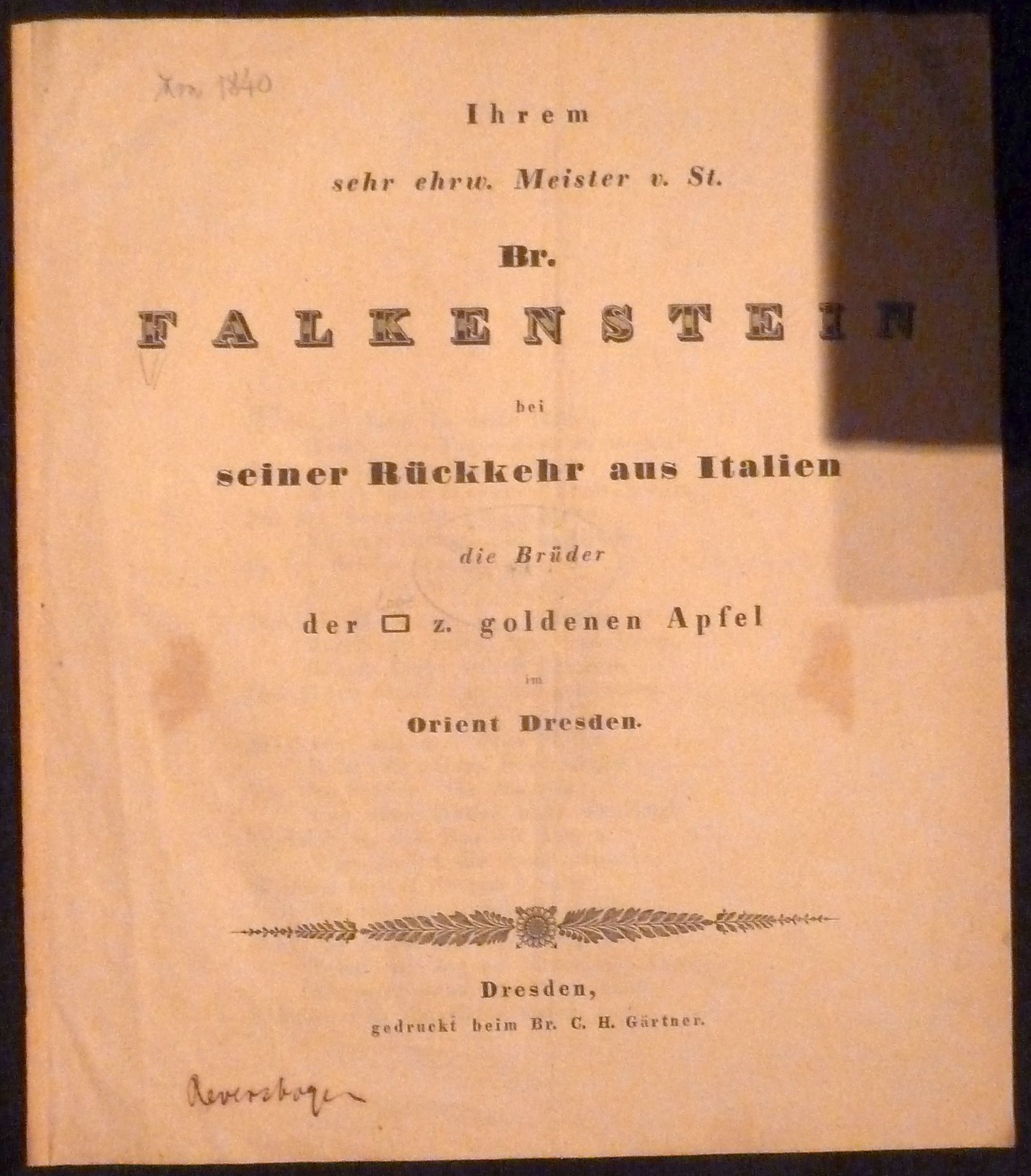
Broschüre der Loge Zum Goldenen Apfel für Falkenstein, 1841

Karl Falkenstein war der Sohn des Forstmeisters Georg Falkensteiner (1766–1849) und dessen Frau Margarete Falkensteiner geb. Baumgärtel aus Villingen. Sein Vater war seit 1791 forstlich tätig und arbeitete zunächst im 1799 französisch besetzten Fricktal, wo er nach dem Frieden von Lunéville durch General Ney abgesetzt und ausgebürgert wurde. 1805 setzte der Finanzrat des Kantons Solothurn Georg Falkensteiner als Forstmeister in Remetschwiel ein, ein Amt, für das er sich aus Krankheitsgründen 1839 nicht wiederwählen ließ. Nachdem sich Georg Falkensteiner in Zullwil niedergelassen hatte, beantragte er 1819 das Kantonsbürgerrecht, das ihm 1827 unter Erlassung der Gebühr zugesprochen wurde.
Karls ältere Geschwister waren Franziska (* 1796) und Eduard (* 1798; † 10. September 1846 in Solothurn), der – wie sein Bruder – den Namen Falkenstein annahm und Polizeidirektor von Solothurn wurde.
Karl Falkenstein wurde im Solothurner Jesuitenkollegium erzogen, studierte in Genf und Wien, kam 1821 als Erzieher des jungen Grafen Franz Pomian Lubienski (1834–1891) nach Warschau und wurde 1824 Erzieher der Kinder des sächsischen Kabinettsministers Graf Detlev von Einsiedel.
1825 wurde Falkenstein Sekretär bei der königlichen Bibliothek in Dresden und 1835 Oberbibliothekar (Direktor) mit dem Titel eines Hofrats. In dieser Position schuf er 1835 die Grundlage für das spätere Buchmuseum der SLUB Dresden, indem er besonders wertvolle Exemplare unter Glasstürzen ausstellte und sie somit vor der weiteren Abnutzung schützte. Im Jahre 1839 erhielt er von der Universität Leipzig das Doktordiplom der Philosophie.
Als Autographensammler tauschte sich Falkenstein mit anderen bedeutenden Sammlern wie Karl August Varnhagen von Ense aus.
Falkenstein war Freimaurer und wurde 1832 in die Dresdner Loge Zum Goldenen Apfel aufgenommen, der er 1835 bis 1849 als Meister vom Stuhl vorstand. Daneben war er Ehrenmitglied der Loge Zu den drei Schwertern in Dresden.
1852 wurde er in den Ruhestand versetzt und starb, geisteskrank, am 18. Januar 1855 in Pirna.

## Werke
- Mythologiua, seu fabulosa deorum gentilium historia (Solothurn 1818)
- Thaddäus Kosciuszko (Leipzig 1827, 2. Aufl. 1834)
- Geschichte der geographischen Entdeckungsreisen (Dresden 1828–29, 6 Bde.)
- Geschichte des Tempelherrenordens (Dresden 1833)
- Beschreibung der Königlichen Offentlichen Bibliothek zu Dresden (Dresden 1839, online – Internet Archive)
- Geschichte der Buchdruckerkunst in ihrer Entstehung und Ausbildung (Leipzig 1840, 2. Ausg. 1856)
- Geschichte des Johanniterordens Baensch, Magdeburg 1866 (Posthum erschienen, Erstauflage 1833).

Falkenstein gab auch Christoph August Tiedges Leben und poetischen Nachlass nebst Elisa von der Reckes Gedichten und religiösen Betrachtungen (Leipzig 1841, 4 Bde.) heraus.